# Eichorst Island
Eichorst Island ist eine kleine Insel im Palmer-Archipel westlich der Antarktischen Halbinsel. Sie liegt zwischen Shortcut Island und den Surge Rocks vor der Südwestküste der Anvers-Insel. Ihr westliches Ende ist in drei Teile zergliedert, die bei hohem Wasserstand wie drei eigenständige Klippen erscheinen.
Das Advisory Committee on Antarctic Names benannte die Insel 1975 nach Marvin H. Eichorst (1905–1985), Funkamateur aus Glenview, der zwischen 1964 und 1972 den Funkverkehr zur Palmer-Station unterhielt.